# Gryzławki
Gryzławki (niem. Grieslack) – przysiółek w Polsce, w województwie warmińsko-mazurskim, w powiecie kętrzyńskim, w gminie Kętrzyn.
W latach 1975–1998 miejscowość należała administracyjnie do województwa olsztyńskiego.
W miejscowości brak zabudowy.

## Nazwa
28 marca 1949 r. ustalono urzędową polską nazwę miejscowości – Gryzławki, określając drugi przypadek jako Gryzławek, a przymiotnik – gryzławecki.